# ستيفن د. كوكس
ستيفن د. كوكس (بالإنجليزية: Stephen D. Cox)‏ هو أخصائي في الأدب وصحفي أمريكي، ولد في 12 يناير 1948.